# Marcus Franz (Politiker, 1963)
Marcus Franz (* 6. März 1963 in Wien) ist ein österreichischer Mediziner und ehemaliger Politiker. Franz war ab Oktober 2013 auf einem Mandat des Teams Stronach Abgeordneter zum Nationalrat. Von Juni 2015 bis März 2016 gehörte er dem Klub der ÖVP an, ab 1. März 2016 war er parteifreier Abgeordneter. Mit 8. November 2017 schied er aus dem Nationalrat aus.

## Leben
Nach Besuch der Volksschule und des Gymnasiums in Wien, an dem er 1981 die Matura ablegte, studierte Franz Medizin an der Universität Wien. 1987 wurde er promoviert. 1992 wurde er Arzt für Allgemeinmedizin und 1997 für Innere Medizin. Franz ist Facharzt im Bereich Gastroenterologie und Onkologie.
Während seiner Tätigkeit als Arzt war er unter anderem am Allgemeinen Krankenhaus der Stadt Wien (AKH Wien) sowie an den Spitälern in Wiener Neustadt und Wien-Hietzing tätig. Seit 2007 leitet er eine eigene Arztpraxis in Wien. Ab 2009 war er zudem Primarius der Inneren Abteilung des Hartmannspitals und bis Jänner 2014 auch deren ärztlicher Direktor. Neben seiner medizinischen Tätigkeit wirkt Franz auch als Verfasser von politischen Gastkommentaren, unter anderem in der Presse.
Franz ist ein politischer Quereinsteiger. Nationalratsabgeordneter wurde er im Oktober 2013 als Parteiloser auf der Liste des Teams Stronach, war dann zunächst Klubobfrau-Stellvertreter des Parlamentsklubs und bis September 2014 auch Generalsekretär der Partei. Im Juni 2015 wechselten er und Georg Vetter auf Einladung Reinhold Lopatkas, des Klubchefs der ÖVP im Nationalrat, vom Team Stronach in den ÖVP-Parlamentsklub, wobei von Lopatka besonders Franz’ „christlich-konservative Wertehaltung“ hervorgehoben wurde.
In einem Blogeintrag Anfang 2016 schrieb Franz: „Frau Merkel will als die metaphorische ‚Mutti‘ des Staates das negative Faktum der nicht vorhandenen oder zu wenigen eigenen Kinder mit der Einbringung vieler, vieler junger Migranten wieder gutmachen“. Diese Aussage wurde auch vonseiten der ÖVP scharf kritisiert, woraufhin er am 1. März 2016 aus dem ÖVP-Klub austrat.
Zur Ärztekammerwahl in Niederösterreich am 1. April 2017 trat er als Kandidat auf der FPÖ-Liste Freiheitliche und Unabhängige Ärzte NÖ an.
Im Wahlkampf für seine Liste Aeskulap – Freie Fachärzte in Wien warf Franz dem Wiener Ärztekammpräsident Thomas Szekeres in einem Blogbeitrag vor, er habe sich sein Amt erkauft, woraufhin die Wiener Ärztekammer gegen ihn wegen übler Nachrede klagte.

## Politische Positionen
In der Debatte zur 2015 in Österreich erfolgten Gesetzesnovelle zur Verschärfung der Bestimmungen gegen sexuelle Belästigung („Po-Grapsch-Paragraf“) fiel Franz durch Äußerungen etwa auf Twitter auf, wo er beklagte: „Ob der Popsch hält, was der Blick verspricht. Das erfahren zu wollen wird nun bestraft. #PoGrapschParagraf“ und meinte, „Pograpschen kann übrigens zur Hochzeit führen. So war’s zum Beispiel bei mir.“ In der TV-Diskussionssendung Pro und Contra zum Thema unterstrich er diese Haltung. Von Diskussionsteilnehmern darauf angesprochen und auf frühere Äußerungen wie die, dass kinderlose Frauen über 35 am besten zum Gebären zu verpflichten seien, meinte er, der „Feminismus geht von den hässlichen Frauen aus, das fällt mir da jetzt ein“. In einem Interview mit der Zeitschrift Profil bezeichnete er „freiwillige Kinderlosigkeit“ in der Gesellschaft und deshalb auch Homosexualität als „amoralisch“, denn „wenn das jeder macht, ist die Welt bald tot“. Im Juni 2015 trat Franz als Redner neben Ursula Stenzel beim Marsch für die Familie, einer Gegenveranstaltung zur Regenbogenparade, auf.

## Privates
Marcus Franz ist verheiratet und Vater von drei Kindern.